# Notoacmea testudinalis
Notoacmea testudinalis är en snäckart som först beskrevs av Cornelius Herman Muller 1776.  Notoacmea testudinalis ingår i släktet Notoacmea och familjen Acmaeidae. Inga underarter finns listade i Catalogue of Life.